# 日本女子クリケットリーグ
日本女子クリケットリーグ（にほんじょしクリケットリーグ）は、日本クリケット協会が主催するトゥエンティ20（20オーバー）ルールの女子クリケットのリーグ戦である。

## 概要
関東を中心に全国の女子クラブチームが集まりリーグ戦を展開する。

## 所属チーム
- 川崎ナイトライダース
- アドレ・クリケットクラブ
- ウィメンインブルー
- ワイヴァ―ンズ・クリケットクラブ
- フジファーイースト
- 仙台大学

## 歴代優勝チーム
- 2016 ワイヴァーンズ・クリケットクラブ
- 2017 ワイヴァ―ンズ・クリケットクラブ
- 2018 ワイヴァ―ンズ・クリケットクラブ
- 2019 アドレ・クリケットクラブ
- 2022 仙台大学[2]